# Axel Carlsson (arkitekt)
Axel Carlsson, född 13 januari 1902 i Jörns församling, Västerbottens län, död 23 januari 1985 i Malmö, var en svensk arkitekt. 
Carlsson, som var son till handlaren Johan August Carlsson och Sara Eriksdotter, avlade studentexamen i Uppsala 1922, tog trafikflygarcertifikat 1923 samt studerade och praktiserade i USA 1926–1932. han var anställd hos länsarkitekt Nils A. Blanck, arkitekt Carl-Axel Stoltz och byggmästare Anders Nevsten i Malmö 1934–1939 och bedrev egen arkitektverksamhet från 1939. Av hans arbeten kan nämnas yrkesskolor i Malmö och Trelleborg, byggnadsyrkesskola och större industribyggnader i Malmö, folkskola i Alstad samt affärs- och bostadsbebyggelse i bland annat Malmö, Karlskrona, Karlshamn och Ronneby.